# Hedwig von Bülow
Hedwig von Bülow (* in Neumünster) ist eine deutsche Übersetzerin.

## Leben
Hedwig von Bülow absolvierte ein Studium der Niederlandistik. Sie lebt heute in Meerbusch und übersetzt vorwiegend Kinder- und Jugendliteratur aus dem Niederländischen ins Deutsche.

## Herausgeberschaft
- Grenzenlos und eigenständig, Troisdorf 1992
- Es war einmal ein Zweihorn, Düsseldorf 2004
- SchreibTalente, Düsseldorf 2011

## Übersetzungen
- René Appel: Ein schrecklicher Verdacht, Zürich 2001
- Dick Bruna: Dolly Dick hat einen Laden, München 1998
- Dick Bruna: Dolly Dick macht Ferien, München 1998
- Caja Cazemier: Echt Emma oder Ganz der Vater?, Düsseldorf 2002
- Peter van Gestel: Die Prinzessin im Rosengarten, München 1998
- Martha Heesen: Watson oder Wie man mit 23 Erfindungen und einer Maus ein Mädchen erobert, Mannheim 2011
- Wim Hofman: Abschied von Bulgarov, Recklinghausen 1996
- Wim Hofman: Große Pien und kleine Pien, München 1993
- Wim Hofman: In den Nebel hinein, München 1997
- Wim Hofman: Die Insel Lapje Luum, München 1997
- Wim Hofman: Klein Däumchen, München 1995
- Wim Hofman: König Wikkepok, München 1998
- Wim Hofman: Schwarz wie Tinte ist die Geschichte von Schneewittchen und den sieben Zwergen, München 1999
- Wim Hofman: Der Störwurm, München 1995
- Wim Hofman: Wim, München 1997
- Wim Hofman: Wim und Johnny, München 1997
- Ernst W. Hoonakker: Die Geschichte der Empfängnisverhütung, München 1994 (übersetzt zusammen mit Irene Grashof)
- Ben Kuipers: Ich bin dein Freund, Zürich 2002
- Marleen Meert: Von Mäusen und Katzen, Berlin 1995
- Kris Nauwelaerts: Kasimir mit der Zauberhose, München 2000
- Maarten Ploeger: Fahrt ins Unbekannte, Stuttgart 1997
- Henri Van Daele: Vom Schneemann, der nicht schmelzen wollte, München 2000
- Von Apfelsaft bis Zahnpasta, Düsseldorf 2006
- Jacques Vriens: Napoleon, Aarau [u. a.] 2000
- Jaap de Vries: Der König und die Königin, München 1999
- Riet Wille: Mein Mund ist rund, Düsseldorf 2004
- Riet Wille: Meine Hände tanzen, Düsseldorf 2004

| Personendaten    | Personendaten         |
| ---------------- | --------------------- |
| NAME             | Bülow, Hedwig von     |
| KURZBESCHREIBUNG | deutsche Übersetzerin |
| GEBURTSDATUM     | 20. Jahrhundert       |
| GEBURTSORT       | Neumünster            |